# Francesco Basciani
Francesco Basciani (ur. 11 kwietnia 1991 w Rzymie) – włoski lekkoatleta specjalizujący się w biegach sprinterskich.
Na mistrzostwach Europy juniorów w 2009 odpadł w półfinale biegu na 100 metrów oraz wraz z kolegami z reprezentacji zajął czwarte miejsce w sztafecie 4 x 100 metrów. W 2011 w Ostrawie podczas młodzieżowych mistrzostw Europy był czwarty w sprincie oraz zdobył złoto w biegu rozstawnym. Medalista mistrzostw Włoch.
Rekordy życiowe: bieg na 60 metrów (hala) – 6,73 (20 lutego 2012, Rzym i 26 lutego 2012, Ankona); bieg na 100 metrów – 10,32 (14 czerwca 2013, Rieti). 